# 호르타
호르타(그리스어: χόρτα) 또는 호르타 브라스타(그리스어: χόρτα βραστά)는 그리스의 채소 요리이다. 잎채소 등의 채소를 삶거나 찐 다음 레몬즙과 올리브유를 뿌려 내는 음식이며, 특히 여름에 즐겨 먹는다.

## 이름
그리스어 "호르타(χόρτα)"는 "채소, 잎채소"라는 뜻이며, "브라스타(βραστά)"는 "삶은"이라는 뜻이다. "호르타 브라스타"는 "삶은 채소"라는 뜻이다.

## 같이 보기
- 나물